# Terrot

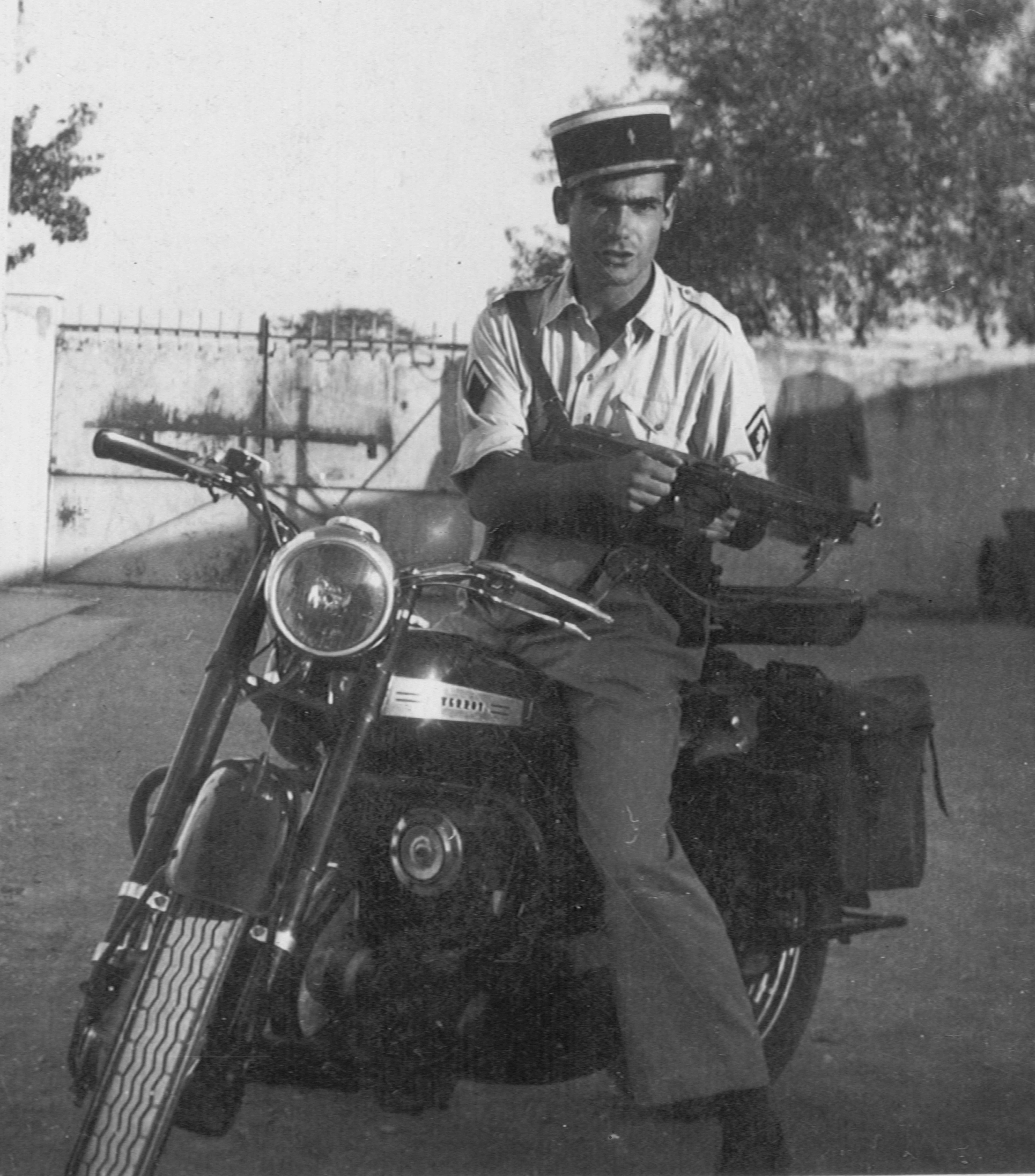
Terrot 500 RGST gendarmerie française années 1950.

Terrot est une entreprise de construction d'engins mécaniques, fondée en 1887 par Charles Terrot à Dijon, filiale à l'origine de la société allemande (toujours en activité), cofondée à Cannstatt en Allemagne en 1862 avec Wilhelm Stücklen, spécialisée dans les métiers à tricoter.
Ce fut également un important fabricant de bicyclettes (150 par jour ouvré) qui fit aussi une brève tentative dans l'automobile avec une voiturette dans les années 1910. Il y eut aussi durablement une activité marginale de fabrication de landaus et poussettes.
Terrot sera absorbée en 1959 par Peugeot, qui est principalement connue à l'époque pour ses motocyclettes 125 et 250 cm3.

## Historique
Les 250 et 350 cm3 Terrot fabriquées à Dijon furent, avant-guerre, les motos françaises les plus vendues. La marque remporta le Bol d'or en 1934 et exporta des machines jusqu'au Japon. Il y eut aussi une société espagnole jusqu'aux années 1970, spécialisée dans les petites cylindrées TorroT dont TerroT est à l'origine. Des amateurs les collectionnent aujourd'hui.
En dehors de Motobécane, spécialisé dans les cyclomoteurs, Terrot est le plus gros constructeur historique français de deux-roues motorisés de moyenne et grosse cylindrée (600 000 exemplaires vendus). On estime qu'aujourd'hui, 20 000 Terrot et Magnat-Debon existent toujours, et font la joie de leurs propriétaires lors de sorties motos anciennes.
Rachat de Magnat-Debon en 1922, et production de modèles sous les deux noms jusqu'à la fin avec deux réseaux commerciaux faussement concurrents.
Fabrication de motos et de scooters à Dijon jusqu'en 1959, puis transfert chez Automoto à Saint-Étienne.
Arrêt définitif de la fabrication de motocyclettes et vélomoteurs en 1962. Quelques modèles (Rallye, Tenor…) portent la marque Peugeot pendant quelque temps (certains modèles portent le sigle Terrot jusqu'en 1964-1965). Commercialisation de motos Peugeot jusqu'en 1970. Des cycles de marque Terrot sont commercialisés jusqu'au début des années 1970.
L'usine fabrique des moteurs Indenor puis des pièces mécaniques pour Peugeot jusque dans les années 1990. En 2000, elle est cédée à un groupe japonais sous le sigle KSDSE (devenu JTEKT en 2006), qui l'a occupée jusqu'en 2011. À ce jour, les lieux ont été entièrement vidés.
En 2021, l'usine est rasée. Seule la façade classée au titre des Monuments Historiques est sauvegardée. Le projet de construction n'a, à ce jour, pas été rendu public.

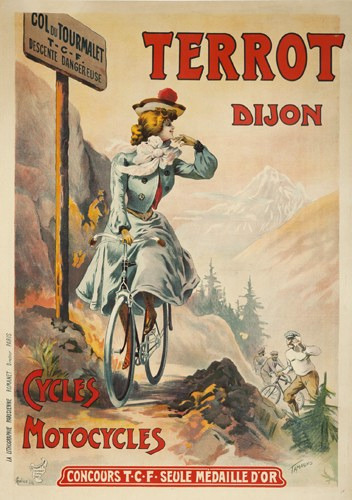
Affiche Cycles Terrot dessinée par Tamagno.
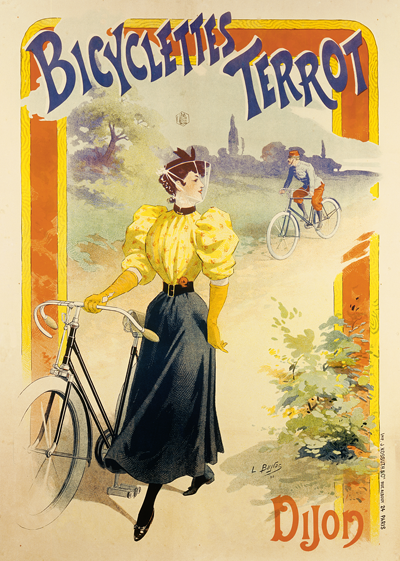
Bicyclettes Terrot, Dijon. Affiche de Lucien Baylac.
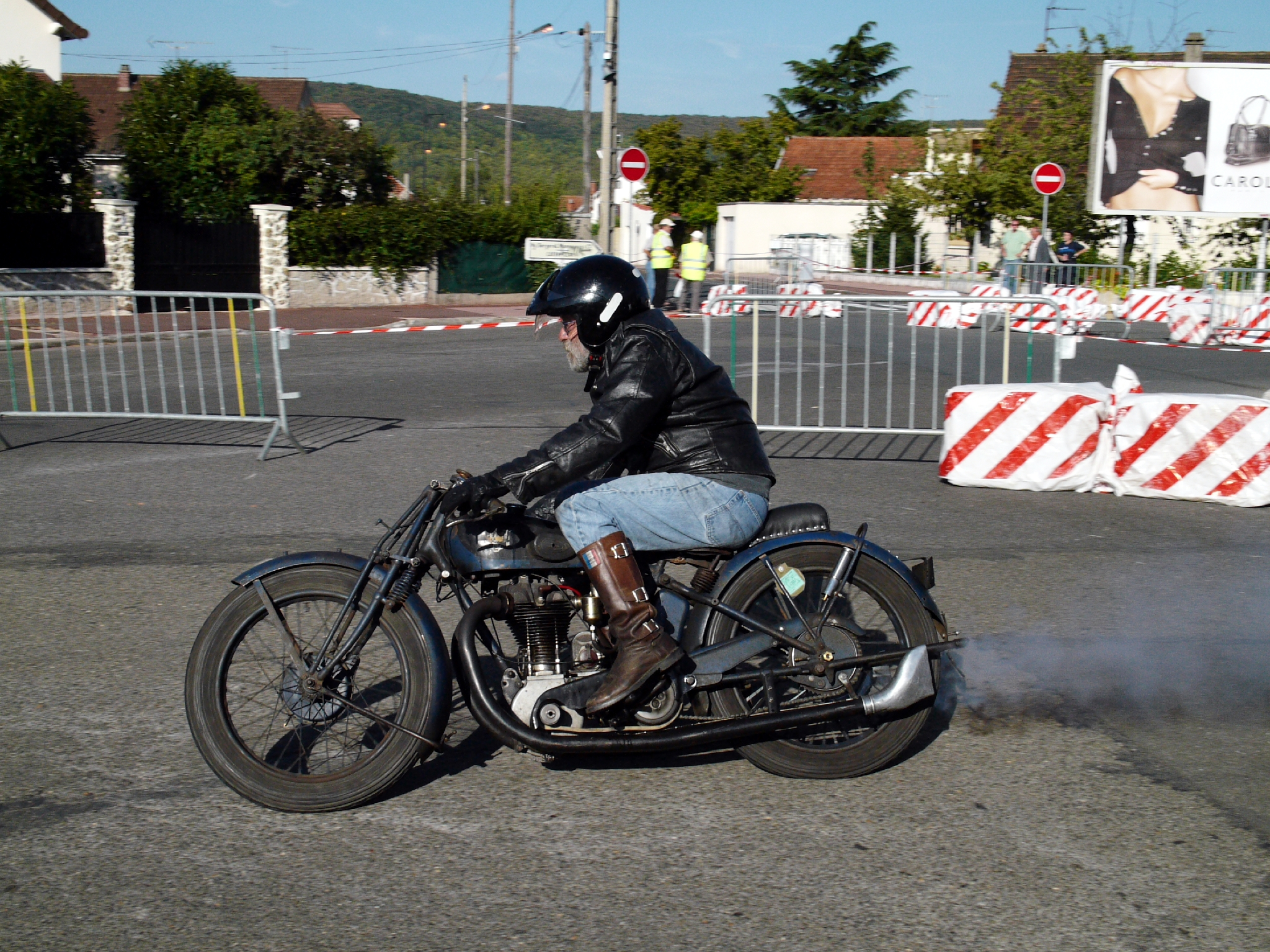
Moto Terrot 350 cm3 de 1929 lors d'une course de motos anciennes.
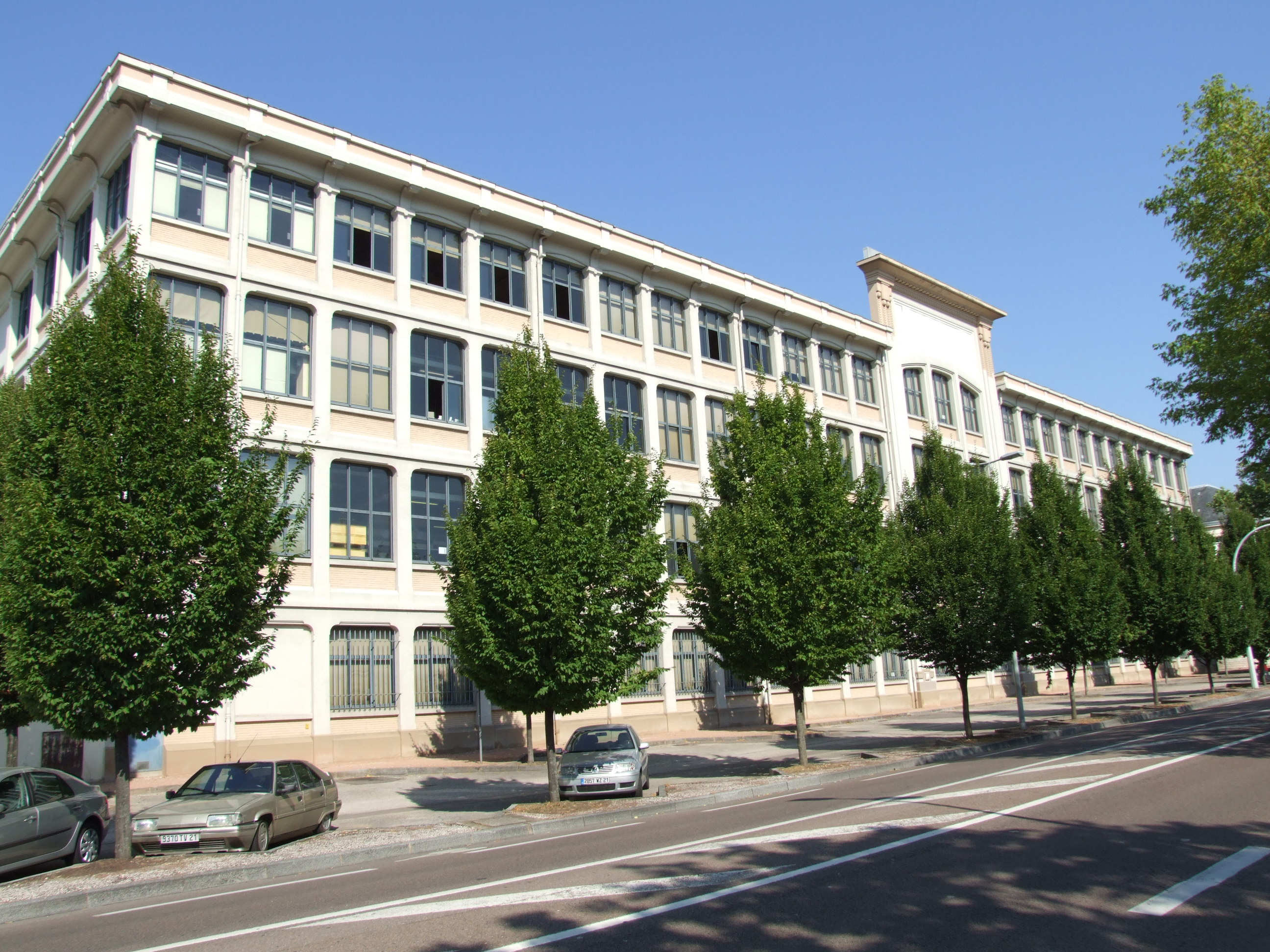
Façade de l'ancienne usine Terrot, devenue Peugeot en 1962, puis KSDSE en 2000.
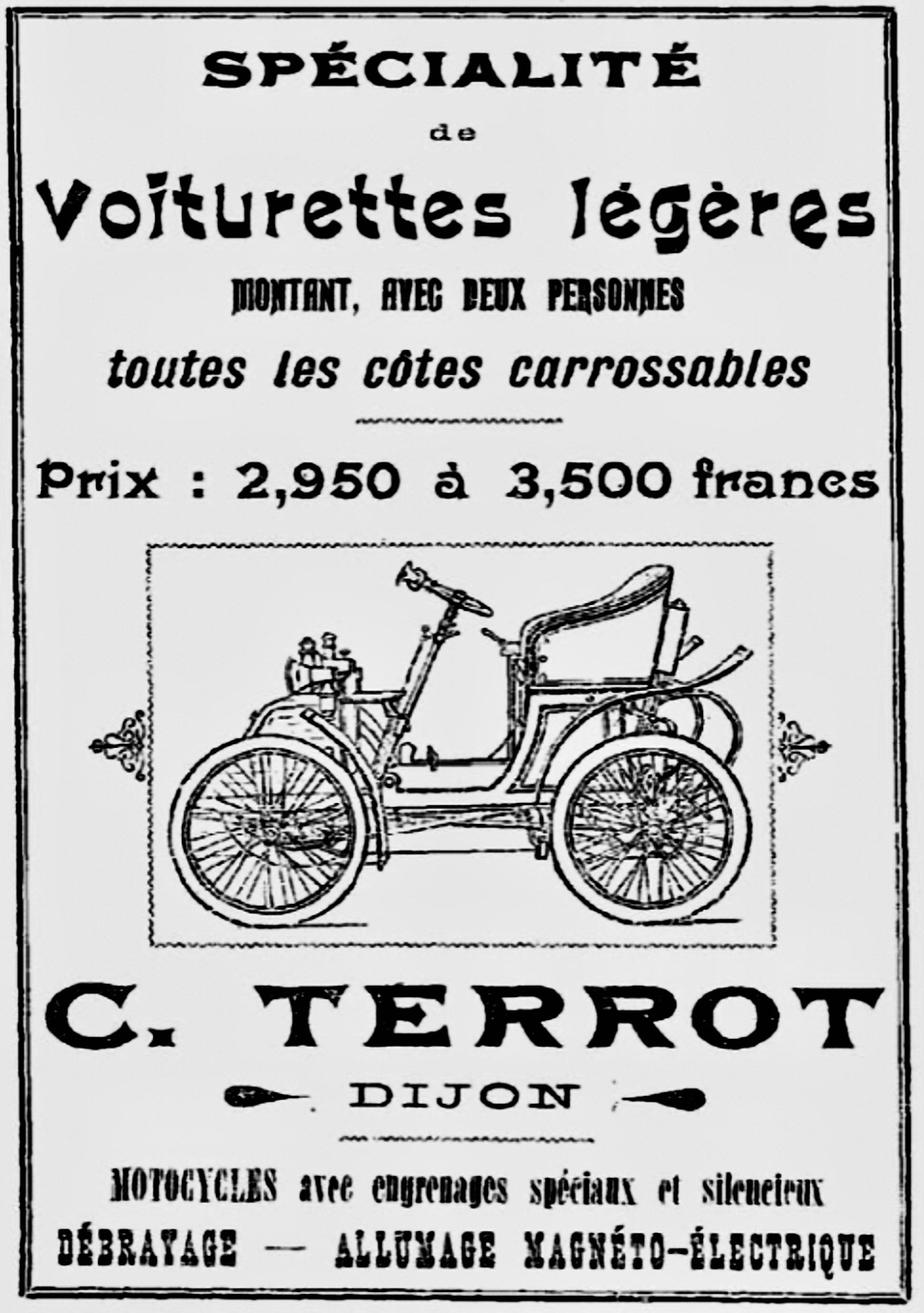
Terrot Automobiles (1900-1902).